# Serrat de la Cinta
El Serrat de la Cinta és una muntanya de 904 metres que es troba al municipi de Montmajor, a la comarca catalana del Berguedà.